# 库姆布拉杰
库姆布拉杰（Kumbhraj），是印度中央邦Guna县的一个城镇。总人口13999（2001年）。

## 人口
该地2001年总人口13999人，其中男性7317人，女性6682人；0—6岁人口2474人，其中男1251人，女1223人；识字率56.70%，其中男性为67.20%，女性为45.21%。